# Beliops batanensis
Beliops batanensis es una especie de peces de la familia Plesiopidae en el orden de los Perciformes.

## Morfología
• Los machos pueden llegar alcanzar los ,1 cm de longitud total.

## Distribución geográfica
Se encuentra al norte de las Filipinas y, posiblemente, en Taiwán.